# Michael Sendtner
Michael Sendtner (* 8. April 1959 in München) ist ein deutscher Neuro- und Zellbiologe.

## Leben
Michael Sendtner ist der Sohn von Alois und Maria Sendtner, geborene Fuchs.
Er studierte von 1972 bis 1978 am Richard-Strauss-Konservatorium München Klassische Gitarre und Laute bei Barbara Probst-Polášek, anschließend von 1978 bis 1980 Humanmedizin an der Universität Regensburg und dann bis 1984 Klinische Medizin an der Medizinischen Fakultät der Technischen Universität München, wo er 1987 zum Dr. med. promoviert wurde.
Als Assistenzarzt war er von 1984 bis 1985 im Bereich Neurologie bei Albrecht Struppler an der Neurologischen Klinik der TU München tätig. Von 1985 bis 1987 arbeitete er als Max-Planck-Stipendiat in der Abteilung Neurochemie unter der Leitung von Hans Thoenen am Max-Planck-Institut für Psychiatrie an der Reinigung und Klonierung des neurotrophen Faktors Ciliary neurotrophic factor (CNTF) und war danach bis 1994 wissenschaftlicher Assistent bei Thoenen.
Zwischenzeitlich wurde er 1992 habilitiert (Dr. med. habil., Exp. Neurologie). Im gleichen Jahr heiratete er auch. Aus der Ehe gingen zwei gemeinsame Töchter und ein Sohn hervor.
Von 1995 bis 1999 leitete er als C3-Professor für Neurobiologie an der Julius-Maximilians-Universität Würzburg (JMU) die Klinische Forschergruppe Neurobiologie. Den Ruf auf einen C4-Lehrstuhl für Biochemie und Pathobiochemie der Universität Erlangen im Jahr 1999 lehnte er ab und wurde in Würzburg von 2000 bis 2012 Sprecher des Sonderforschungsprojekts 581 „Molekulare Modelle für Erkrankungen des Nervensystems“, ab 2000 dort als C4-Professor auch Direktor des Instituts für Klinische Neurobiologie am Universitätsklinikum Würzburg. 2003 hatte er einen weiteren Ruf auf eine C4-Stelle an der Ludwig-Maximilians-Universität München abgelehnt und einen Ruf auf die Stelle des Leiter MRC Centre for Neurodegeneration Research des King’s College London im Jahr 2008 ebenso.
Sendtners Forschungsschwerpunkte sind molekulare Mechanismen der Neurodegeneration und die Entwicklung neuer Behandlungsmethoden für neurodegenerative Erkrankungen. Er ist Autor zahlreicher wissenschaftlicher Publikationen.
Unter anderem wirkte er auch an Stephanie Grollman Werk Das Bild des „Anderen“ in den Tagebüchern und Reiseberichten Luise Rinsers (2000) mit.
Von 2011 bis 2017 war er Senator der Deutschen Forschungsgemeinschaft. Er ist unter anderem seit 2003 Mitglied im Wissenschaftlichen Beirat der Katholischen Akademie in Bayern und Mitglied im Stiftungsrat der Stiftung für Verhalten und Umwelt (VerUm).

## Auszeichnungen
- 1994: Wilhelm-Vaillant-Forschungspreis[2]
- 1997: ALS-Forschungspreis der Deutschen Gesellschaft für Muskelkranke[2]
- 2007: Sobek-Forschungspreis[6]